# Antonio Pessagno
Sir Antonio (di) Pessagno est un marchand et administrateur génois né vers 1280 et mort après 1334. Il est principalement connu pour ses activités en Angleterre et en France. Il est le principal financier du roi Édouard II d'Angleterre de 1312 à 1319. 

## Biographie
La famille des vicomtes de Pessagno est établie de longue date à Gênes, mais les noms des parents d'Antonio nous sont restés inconnus. On sait seulement qu'il n'avait pas 25 ans en 1313. Son épouse, Leona, appartient à la puissante famille Fieschi ; Emanuele Pessanha, devenu l'amiral héréditaire du Portugal en 1317 est probablement son frère. C'est en raison de sa propre expérience navale qu'on le recommande à la cour d’Édouard II. 
En 1306 - 1307, Antonio Pessagno s'établit en Angleterre en tant qu'exportateur de laine. En 1310, il fournit la cour royale en épices et autres produits de luxe et lui accorde des prêts modestes, si bien que l'année suivante aucun autre marchand italien en Angleterre n'égale sa fortune, évaluée à 12000 florins de Florence. Cette année-là, il devient le premier étranger à prendre possession de joyaux de la couronne anglaise à titre de garantie de ses prêts. 
Lorsque les Seigneurs Ordonnateurs de 1311 font arrêter les banquiers de la société florentine Frescobaldi et saisir leurs biens, Pessagno est en position de devenir le "marchand du roi" (mercator regis), comme il est nommé dans un document royal le 5 avril 1312. Edouard lui doit déjà 2 086 £. Le 10 octobre 1312, il rapporte les joyaux de la couronne au trésor. Le 16 février 1313, un agent de Frescobaldi peut écrire que Pessagno "ne craint personne (...) et est tellement généreux devant le tribunal (...) que tout le monde l'aime bien". En 1313, la dette du roi a atteint 7 380 £. 
En 1313 - 1314, Pessagno reçoit pour le compte d'Édouard II les emprunts contractés par le roi de France Philippe IV le Bel et par le pape Clément V. Pour la préparation de l'invasion de l’Écosse, il fournit plus de la moitié du matériel de l'armée et prête à nouveau 21 000 £ à Édouard II, qui l'arme chevalier le 1er novembre 1315. 
Au cours de la grande famine de 1315-1317, Pessagno importe du grain du bassin méditerranéen, principalement pour les châteaux de la frontière écossaise. Il détient un monopsone (monopole d'achat) sur l'étain dans le Devon et en Cornouailles jusqu'en 1316, date à laquelle on le lui retire à la suite de plaintes. 
Point d'orgue de sa carrière politique, il est nommé sénéchal de Gascogne le 17 novembre 1317, mais un an plus tard, il est démis de ses fonctions à la suite de plaintes déposées par les Gascons contre lui en novembre 1318. Son successeur William de Montague est chargé de l’arrêter le 27 janvier 1319, et de l’envoyer en Angleterre répondre de méfaits contre le comte de Pembroke commis lors d’une mission à la cour pontificale.  
En avril 1320, sa disgrâce est totale et il doit quitter l'Angleterre, en conflit avec les Le Despenser, nouveaux favoris d’Édouard II.
D'avril 1312 à janvier 1319, Pessagno aura prêté au roi un total de 143 579 £, plus chaque année que tout autre banquier sous ce roi ou son père Édouard Ier. Les intérêts cumulés s’élèvent à plus de 6 782 £. 
Pendant la guerre de Saint-Sardos des rumeurs circulent selon lesquelles Pessagno envisage une attaque navale contre l'Angleterre avec des navires génois et portugais. Après la chute de la reine Isabelle et de Roger Mortimer en octobre 1330, Pessagno rentre en Angleterre et se trouve à la cour royale à Noël. Il est élevé au rang de chevalier banneret. Grâce à l’intervention de William Montagu, comte de Salisbury, il obtient le remboursement d’un solde de 8 141 £ (peut-être a-t-il aidé Montagu à renverser Isabelle et Mortimer). 
Pessagno est mentionné une dernière fois en tant qu'envoyé de la couronne auprès du Pape en 1334. 